# La Rouxière
La Rouxière est une ancienne commune de l'Ouest de la France, située dans le département de la Loire-Atlantique, en région Pays de la Loire, devenue le 1er janvier 2016, une commune déléguée de la commune nouvelle de Loireauxence.
La commune possède un important passé minier lié à l'exploitation du bassin houiller de Basse Loire par la compagnie des mines de Montrelais.

## Géographie

Situation de la commune de la Rouxière dans le département de la Loire-Atlantique

La Rouxière est située à 13 km au nord-est d'Ancenis.
Avant la création de la commune nouvelle de Loireauxence dont elle constitue la partie ouest, ses communes limitrophes étaient Maumusson, La Roche-Blanche, Saint-Herblon et Belligné.
Selon le classement établi par l'Insee en 1999, La Rouxière était une commune rurale non polarisée (cf. Liste des communes de la Loire-Atlantique).

### Géologie
La commune repose sur le bassin houiller de Basse Loire.

## Toponymie
Le nom de la localité est attesté sous la forme Ruseria en 1104. 
La Rouxière vient, semble-t-il, du germanique raus (roseau) et aria (lieu)[réf. nécessaire].
La Rouxière est une commune située dans la zone de transition entre gallo et angevin au sein du continuum de langue d'oïl. La prononciation [laʁusjeʁ] du nom de la commune a été relevée à Bonnœuvre, forme retranscrite La Roussiere selon l'écriture ABCD ou La Roussiérr selon l'écriture MOGA.
La forme bretonne actuelle proposée par l'Office public de la langue bretonne est Kerrouz, cependant le breton n'y est pas la langue vernaculaire.

## Histoire
La commune a connu une exploitation de charbon à la Gautellerie dont le puits s'enfonce jusqu'à 240 mètres. L'exploitation du puits de la Gautellerie a réellement démarré en 1896, en 1909, elle cumule 8 km de galeries. Faute de rentabilité, le puits ferme en 1911,,,.

La mine de la Gautellerie en activité.
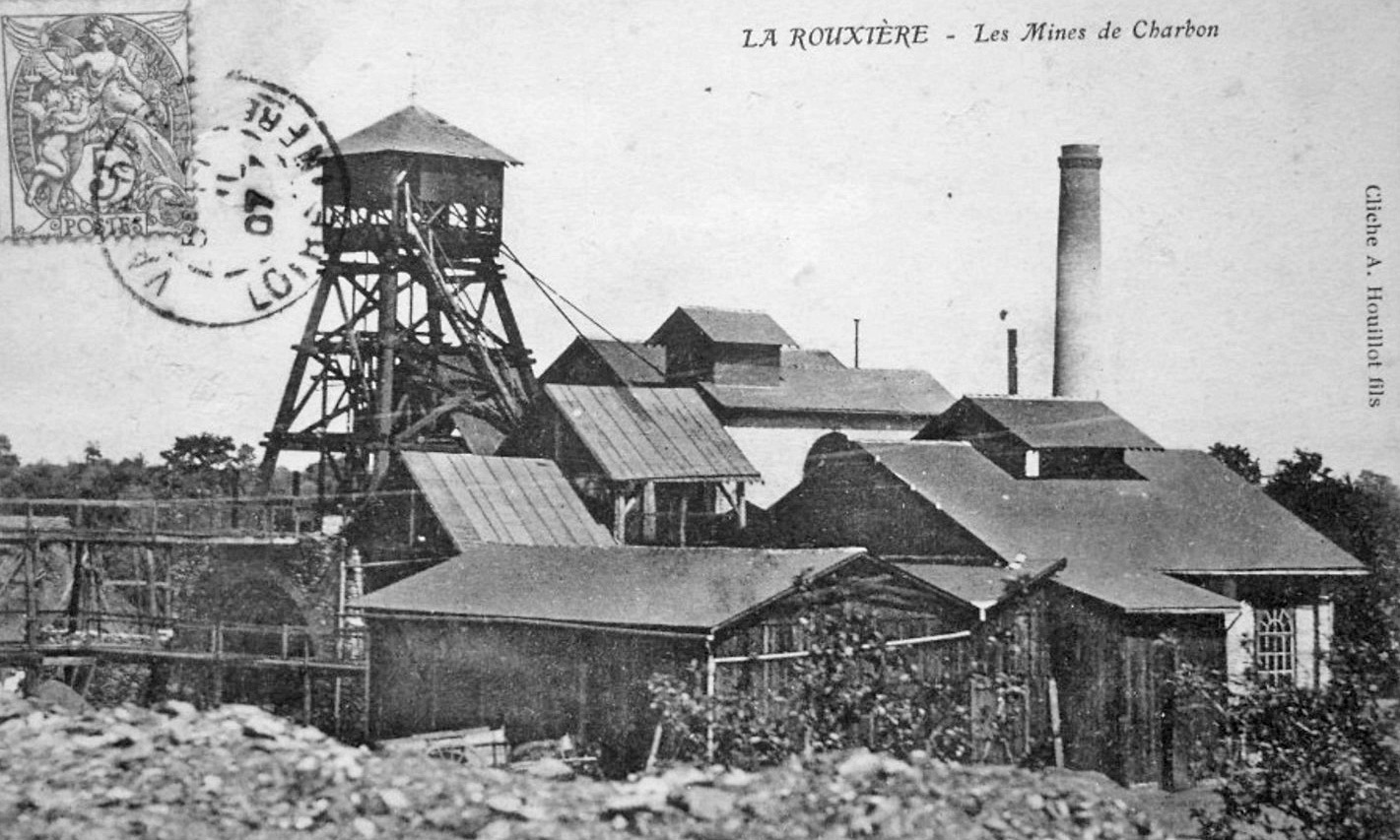
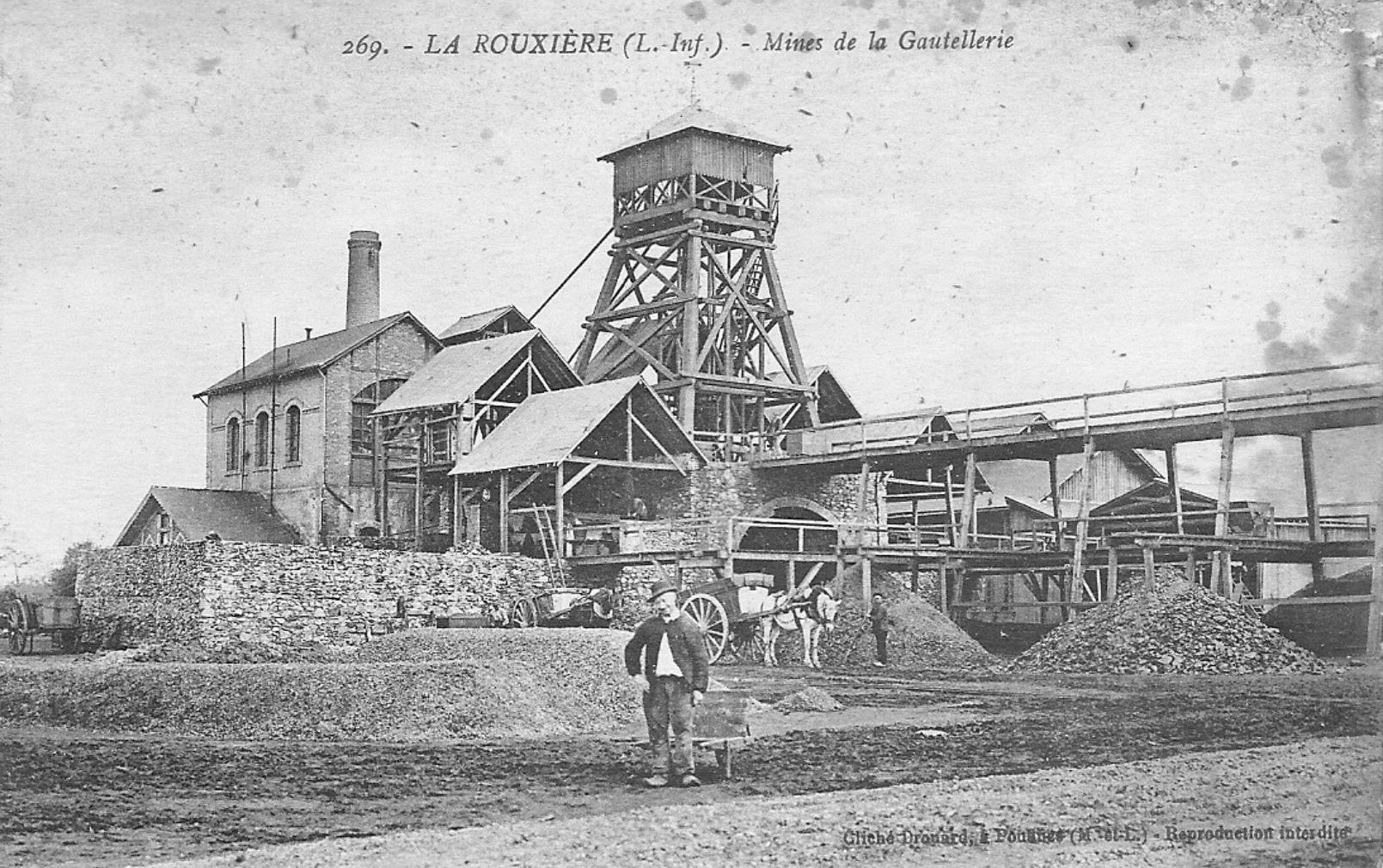
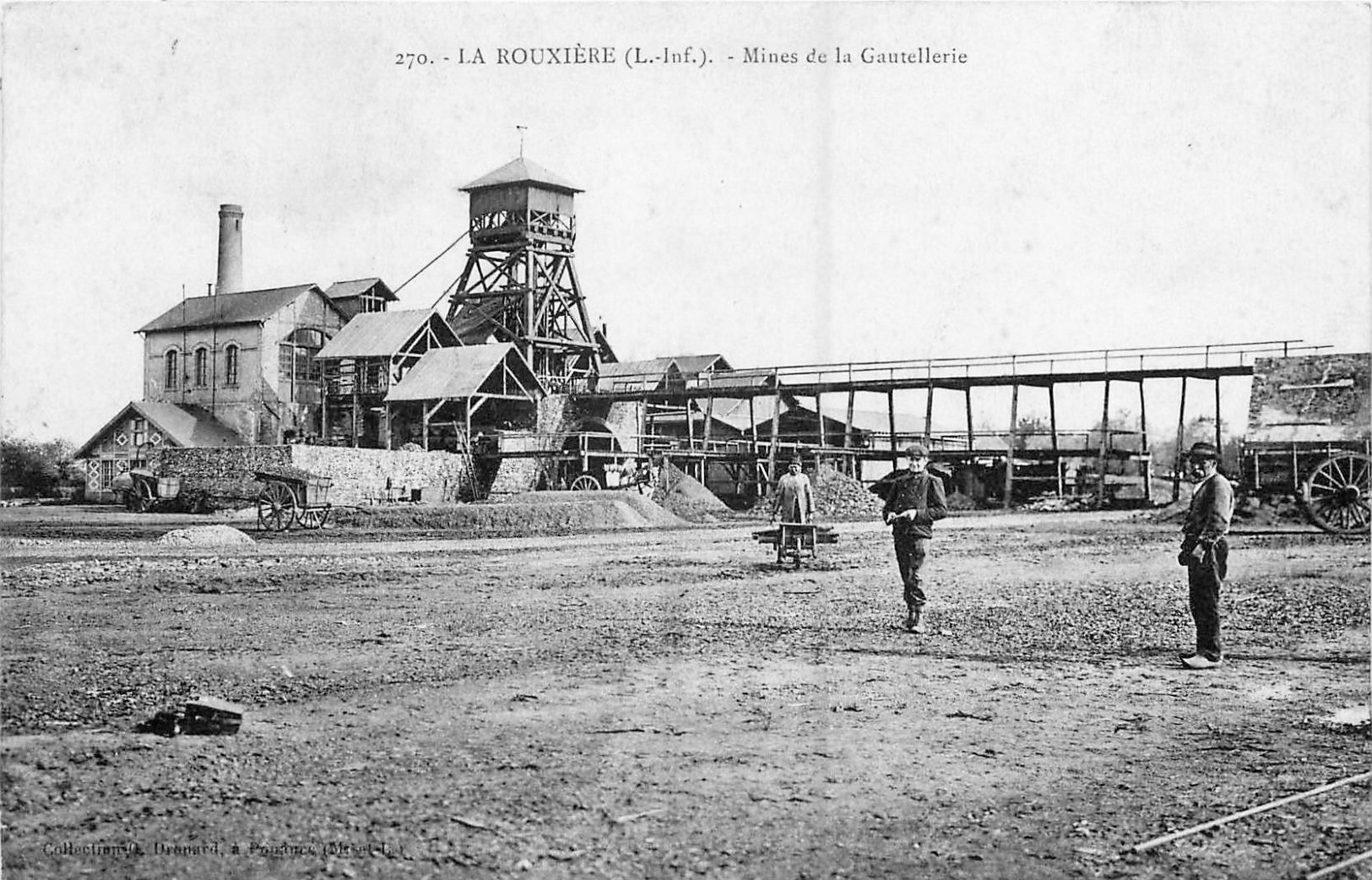

Les 21 et 30 novembre 2015, après plusieurs mois de travail, les communes de La Rouxière, Belligné, Varades et La Chapelle-Saint-Sauveur ont décidé de se regrouper au sein d'une commune nouvelle qui sera baptisée Loireauxence. Ce regroupement permettra de pallier la baisse programmée des dotations globales de fonctionnement versées par l'État durant les prochaines années. La création de la nouvelle commune doit être effective le 1er janvier 2016, entraînant la transformation des quatre anciennes communes en « communes déléguées » de la nouvelle entité, dont la création a été entérinée par arrêté préfectoral du 18 décembre 2015.

## Politique et administration

### Liste des maires

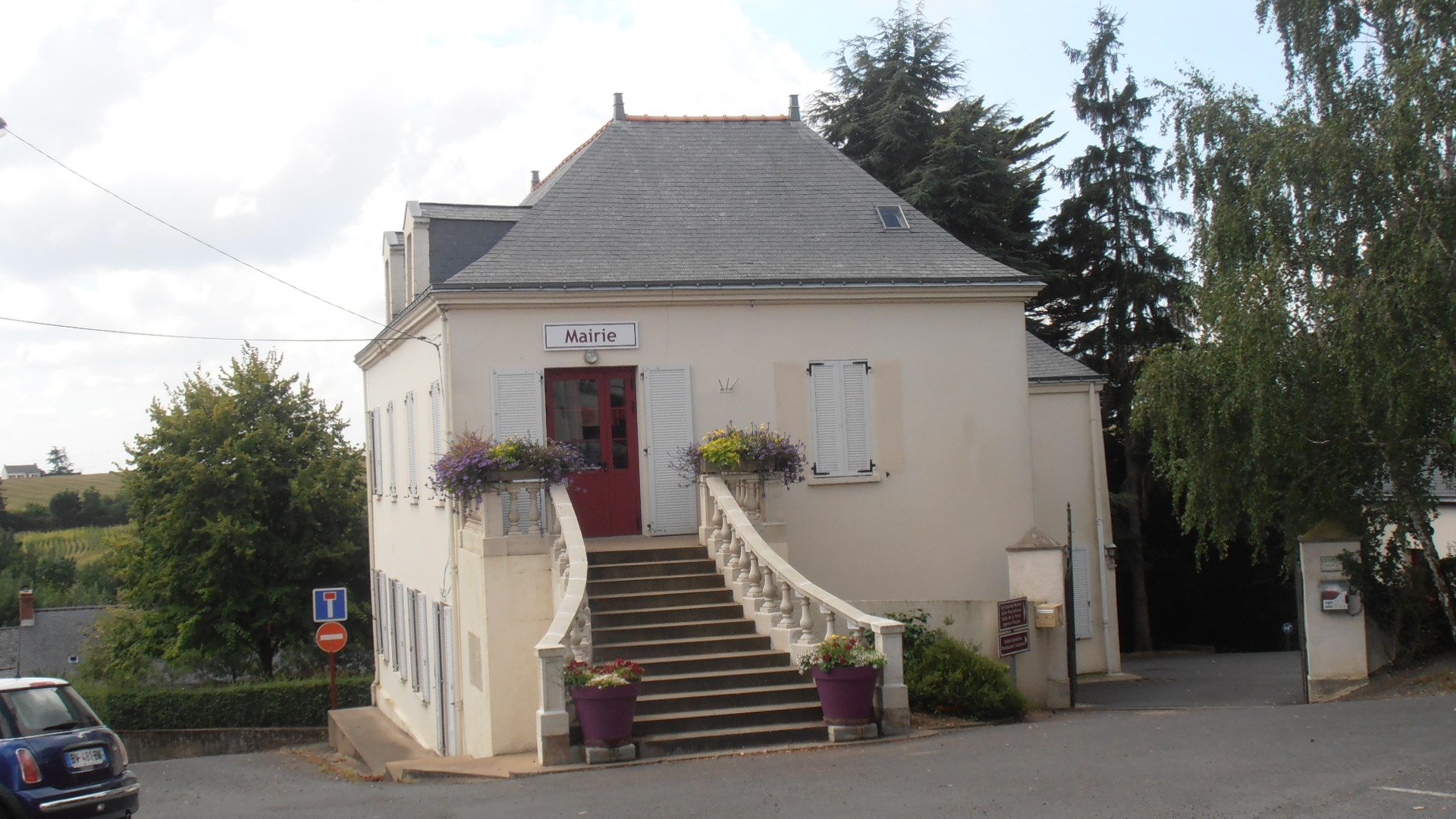
La mairie du village

| Période                                  | Période                   | Identité                | Étiquette | Qualité                                      |
| ---------------------------------------- | ------------------------- | ----------------------- | --------- | -------------------------------------------- |
| Les données manquantes sont à compléter. |                           |                         |           |                                              |
| avant 1947                               | mars 1959                 | M. Voisine              |           |                                              |
| mars 1959                                | novembre 1969 (démission) | M. Gautier              |           |                                              |
| novembre 1969                            | mars 1977                 | Bernard Bellanger       |           |                                              |
| mars 1977                                | juin 1995                 | Joseph Thareau          |           | Agriculteur                                  |
| juin 1995                                | mars 2008                 | Marie-Thérèse Perroteau |           | Agricultrice Adjointe au maire (1983 → 1995) |
| mars 2008                                | décembre 2015             | Alain Brunelle,         | SE        | Agriculteur                                  |

### Liste des maires délégués
| Période         | Période     | Identité       | Étiquette | Qualité                                                 |
| --------------- | ----------- | -------------- | --------- | ------------------------------------------------------- |
| 12 janvier 2016 | 28 mai 2020 | Alain Brunelle | SE        | Agriculteur                                             |
| 28 mai 2020     | En cours    | Paul Sorin     |           | Chef d'entreprise Adjoint de territoire de Loireauxence |

## Démographie

### Évolution démographique
L'évolution du nombre d'habitants est connue à travers les recensements de la population effectués dans la commune depuis 1793. À partir du 1er janvier 2009, les populations légales des communes sont publiées annuellement dans le cadre d'un recensement qui repose désormais sur une collecte d'information annuelle, concernant successivement tous les territoires communaux au cours d'une période de cinq ans. 
Pour les communes de moins de 10 000 habitants, une enquête de recensement portant sur toute la population est réalisée tous les cinq ans, les populations légales des années intermédiaires étant quant à elles estimées par interpolation ou extrapolation. Pour la commune, le premier recensement exhaustif entrant dans le cadre du nouveau dispositif a été réalisé en 2004,.
En 2013, la commune comptait 1 087 habitants, en évolution de +13,47 % par rapport à 2008 (Loire-Atlantique : +6,34 %, France hors Mayotte : +2,49 %).
| 1793  | 1800  | 1806  | 1821  | 1831  | 1836  | 1841  | 1846  | 1851  |
| ----- | ----- | ----- | ----- | ----- | ----- | ----- | ----- | ----- |
| 1 098 | 1 182 | 1 209 | 1 193 | 1 309 | 1 151 | 1 143 | 1 223 | 1 260 |

| 1856  | 1861  | 1866  | 1872  | 1876  | 1881  | 1886  | 1891  | 1896  |
| ----- | ----- | ----- | ----- | ----- | ----- | ----- | ----- | ----- |
| 1 278 | 1 289 | 1 306 | 1 226 | 1 261 | 1 212 | 1 213 | 1 200 | 1 132 |

| 1901  | 1906  | 1911  | 1921 | 1926 | 1931 | 1936 | 1946 | 1954 |
| ----- | ----- | ----- | ---- | ---- | ---- | ---- | ---- | ---- |
| 1 158 | 1 278 | 1 277 | 954  | 975  | 940  | 953  | 973  | 961  |

| 1962 | 1968 | 1975 | 1982 | 1990 | 1999 | 2004 | 2009 | 2013  |
| ---- | ---- | ---- | ---- | ---- | ---- | ---- | ---- | ----- |
| 977  | 962  | 840  | 804  | 773  | 877  | 889  | 985  | 1 087 |

### Pyramide des âges
Les données suivantes concernent l'année 2013 (la plus récente pour laquelle l'Insee a pu analyser les données) ; La Rouxière est alors une commune à part entière. Sa population est alors relativement jeune. Le taux de personnes d'un âge supérieur à 60 ans (15 %) est en effet inférieur au taux national (22,6 %) et au taux départemental (22,5 %),,.
Contrairement aux répartitions nationale et départementale, la population masculine de la commune est supérieure à la population féminine (52,2 % contre 48,4 % au niveau national et 48,7 % au niveau départemental),,.
| Hommes | Classe d’âge | Femmes |
| ------ | ------------ | ------ |
| 0,2    | 90 ans ou +  | 0,6    |
| 6,0    | 75 à 89 ans  | 6,8    |
| 8,1    | 60 à 74 ans  | 8,5    |
| 16,0   | 45 à 59 ans  | 16,4   |
| 26,7   | 30 à 44 ans  | 25,4   |
| 14,3   | 15 à 29 ans  | 14,8   |
| 28,7   | 0 à 14 ans   | 27,6   |

| Hommes | Classe d’âge | Femmes |
| ------ | ------------ | ------ |
| 0,4    | 90 ans ou +  | 1,3    |
| 5,8    | 75 à 89 ans  | 9,1    |
| 13,5   | 60 à 74 ans  | 14,6   |
| 19,6   | 45 à 59 ans  | 19,2   |
| 20,8   | 30 à 44 ans  | 19,6   |
| 19,4   | 15 à 29 ans  | 17,7   |
| 20,5   | 0 à 14 ans   | 18,5   |

## Culture locale et patrimoine

### Lieux et monuments
L'église.

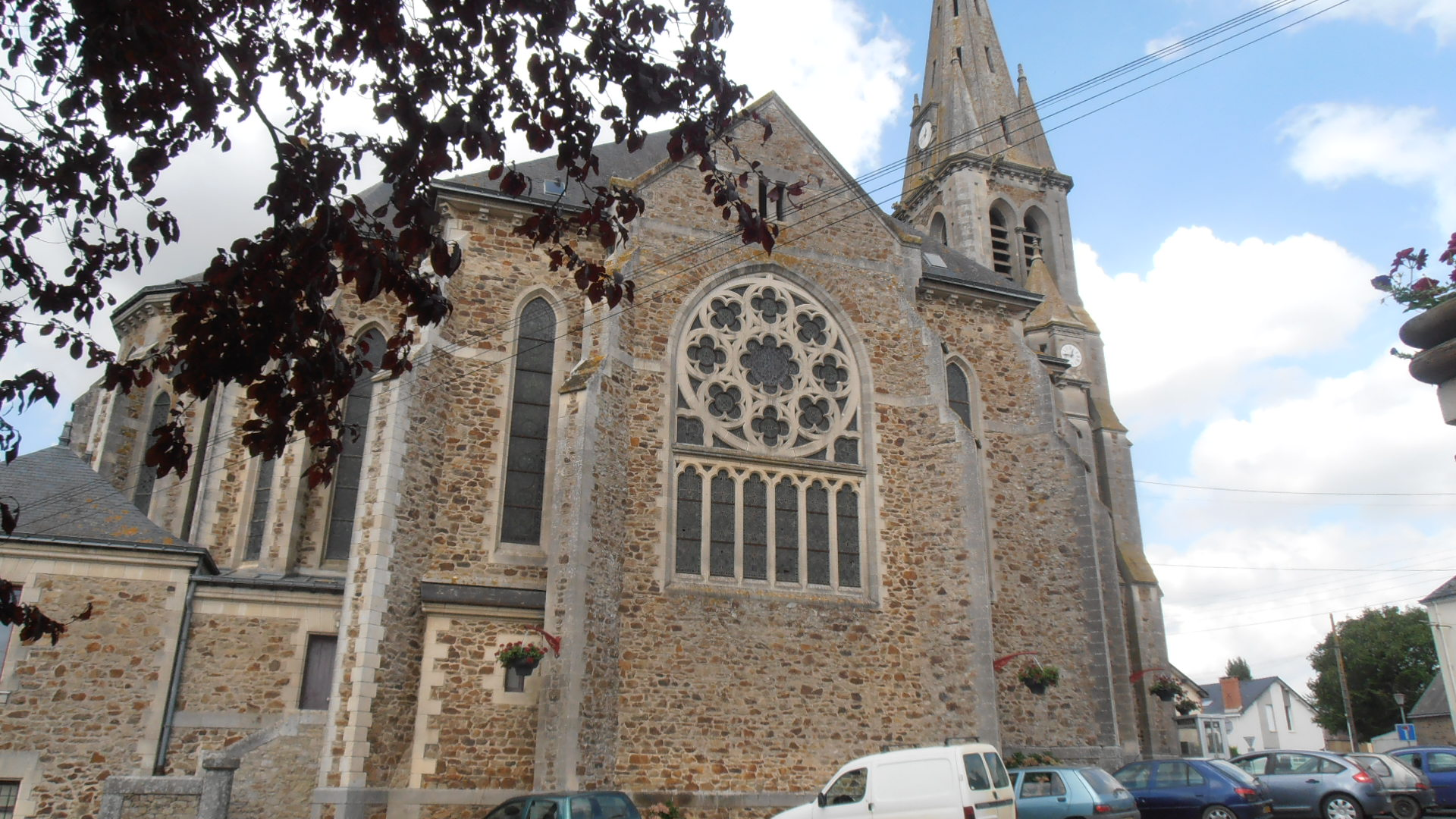
L'église de la Rouxière.
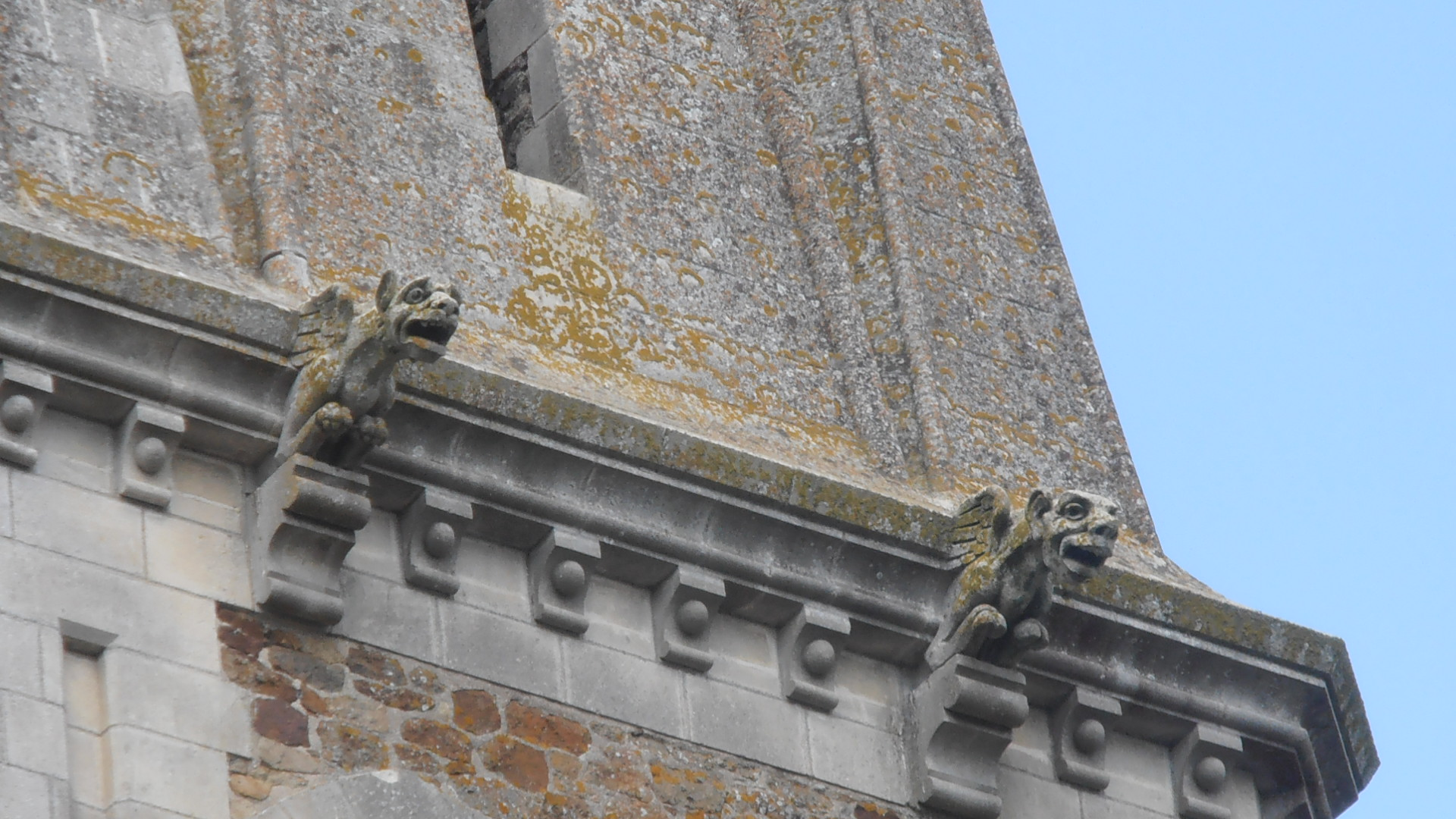
Détails du clocher.
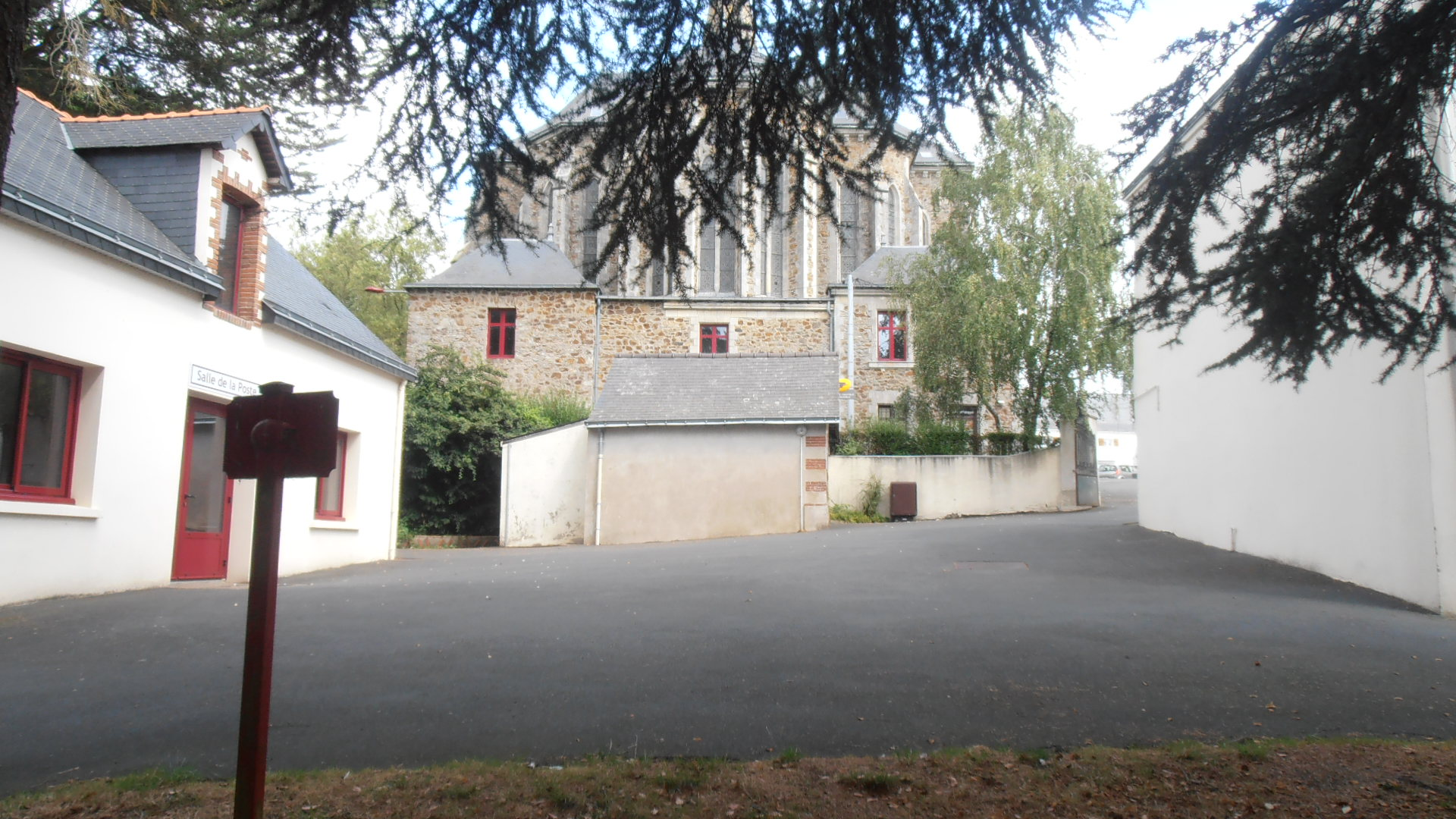
Derrière l'église se trouve le bâtiment de la mairie avec le foyer des jeunes, le bureau de poste et la bibliothèque.

L'ancienne mine à la Gautellerie,,.

Vestiges de la mine de la Gautellerie.
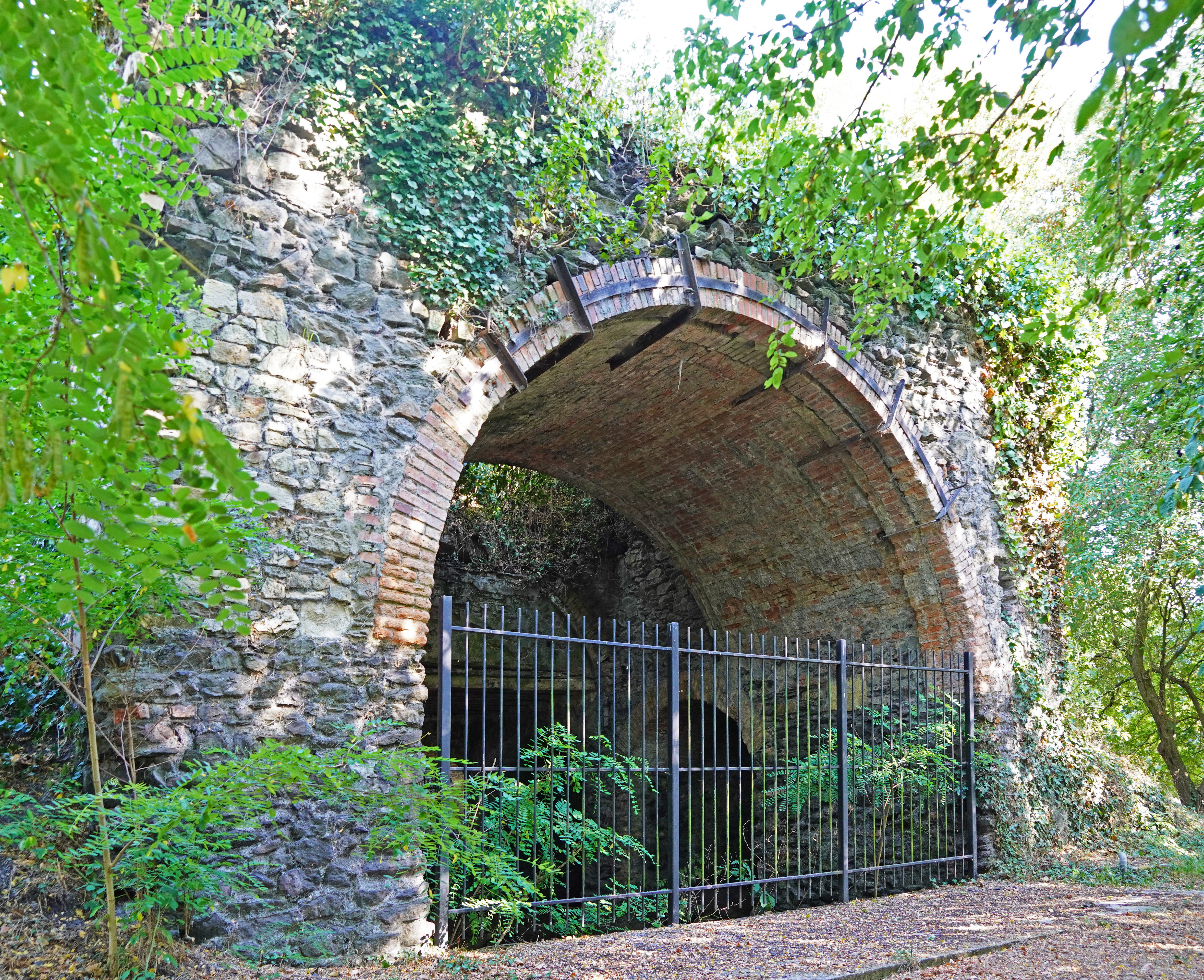
Bâtiment de recette.
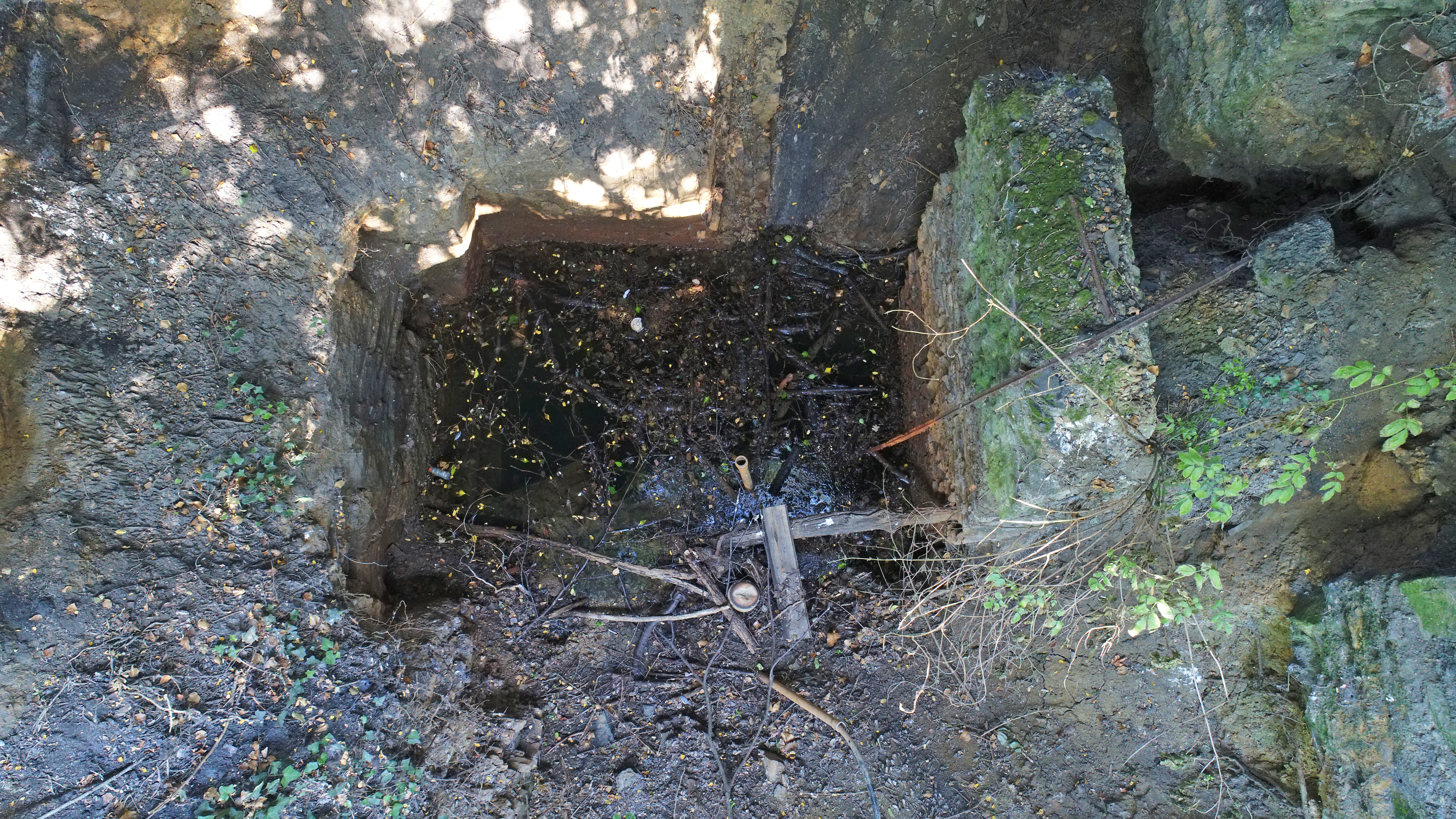
Puits de mine.
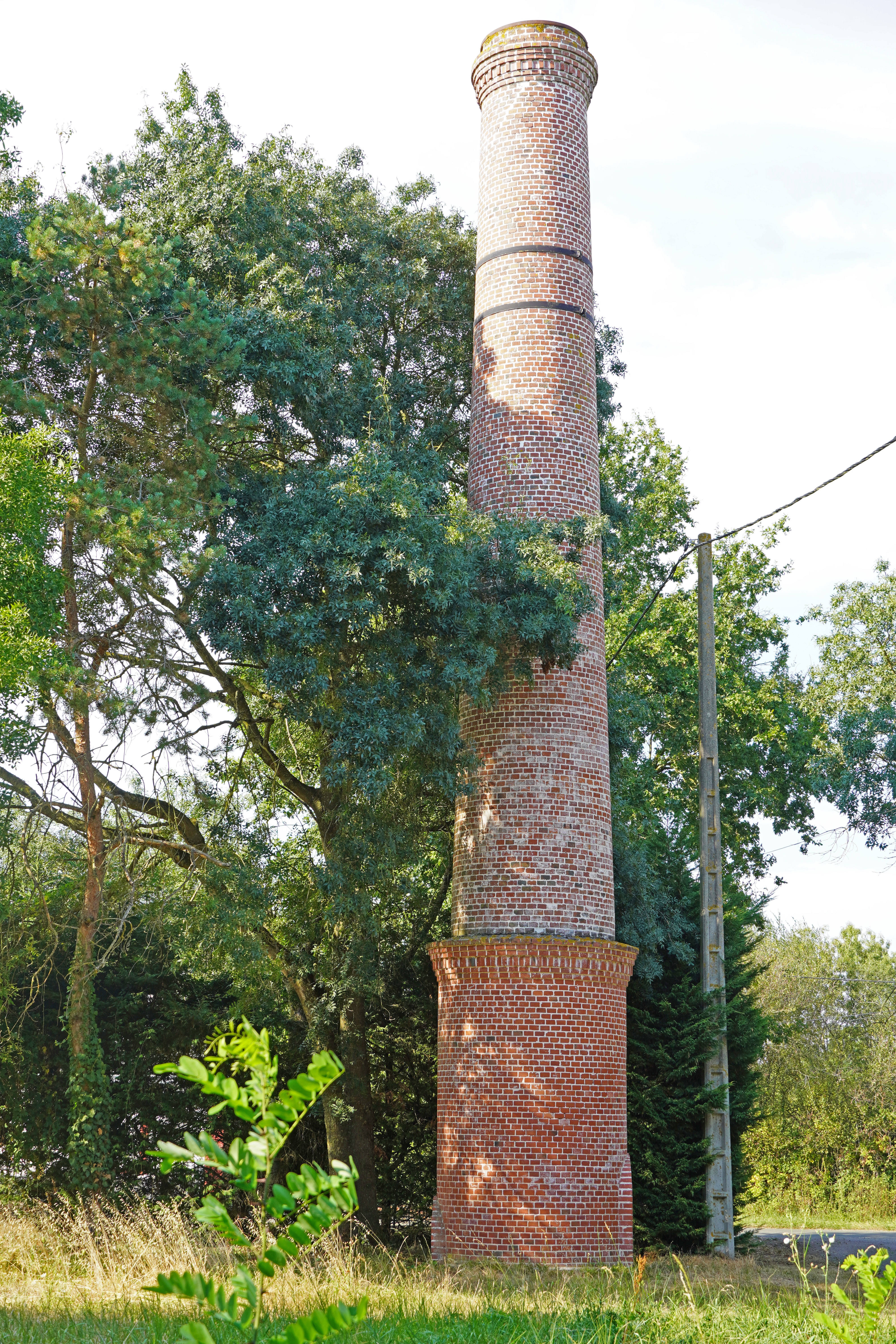
Cheminée.

### Héraldique
| Blason | Blasonnement : D'or à la fasce échiquetée d'argent et de gueules de deux tires, accompagnée en chef de deux pics de mineurs passés en sautoir et en pointe d'un épi de blé feuillé, le tout de sable. Commentaires : La fasce est mémoire des armes de la cour de Château-Fromont (communes de Saint-Herblon, La Rouxière et Anetz). Les pics de mineurs rappellent la mine de charbon de la Gautellerie et le blé symbolise l'agriculture. Blason conçu par l'héraldiste Michel Pressensé (délibération municipale du 13 novembre 1989). |

### Personnalités liées à la commune
- Jean Terrien (1766-1855), né à La Rouxière, chef chouan.
- Eugène Venance Guichard (1883-1937), prélat.
- Bernard Thareau (1936-1995), né à La Rouxière, homme politique français, parlementaire européen.
- Charles Froliger (1946-1999), né à Colmar et décédé à la Rouxière, peintre plasticien français.

## Compléments